# Adnan Dirjal
Adnan Dirjal, arab. عدنان درجال مطر (ur. 26 stycznia 1960 w Bagdadzie) – iracki piłkarz grający na pozycji obrońcy.
Grał w klubach Al-Zawraa, Al-Talaba i Al-Rasheed. W latach 1978–1990 grał w reprezentacji kraju. Trzykrotny olimpijczyk.